# 阿藤傳治
阿藤 傳治（あとう でんじ、1900年（明治33年）10月23日 - 1981年（昭和56年）12月14日）は、日本の実業家。朝日放送元会長。

## 経歴・人物
福岡県豊前市出身。東京商科大学を卒業し、同年に住友銀行に入行。1955年1月に大阪テレビ放送常務に就任し、1959年に合併により、朝日放送常務に就任し、1964年から1968年までに専務を、1968年から1971年までに副社長を、1971年5月から1974年までに会長をそれぞれ務めた。その後は1975年5月までに取締役を務めた。
1981年12月14日急性心不全のために兵庫県宝塚市の自宅で死去。81歳没。